# كين هاريس
كين هاريس (بالإنجليزية: Ken Harris)‏ هو سياسي أمريكي، ولد في 17 يوليو 1963 في بالتيمور في الولايات المتحدة، وتوفي بنفس المكان في 20 سبتمبر 2008. حزبياً، نشط في الحزب الديمقراطي.

## وصلات خارجية
- الموقع الرسمي